# Красино (Болгария)
Красино (болг. Красино) — село в Болгарии. Находится в Кырджалийской области, входит в общину Крумовград. Население составляет 61 человек.

## Политическая ситуация
В местном кметстве Красино, в состав которого входит Красино, должность кмета (старосты) исполняет Назми Кадир Фейзи (Движение за права и свободы (ДПС)) по результатам выборов правления кметства.
Кмет (мэр) общины Крумовград — Себихан Керим Мехмед (Движение за права и свободы (ДПС)) по результатам выборов в правление общины.